# Fortifications de Reggio de Calabre
Les fortifications de Reggio de Calabre sont un ensemble de structures architecturales (forteresses, châteaux, tours et bastions) de différentes époques qui constituent ce qui fut un système de défense pour la ville de Reggio de Calabre et son territoire historique, qui à différentes époques avait besoin, en raison de sa configuration géographique, pour se doter de stratégies particulières pour la protection de son territoire,.

## Description
Parmi les principales fortifications qui se trouvaient à l'intérieur de la ville se trouvaient le château aragonais, la Cittadella (ou Castelnuovo) près de l'embouchure du Calopinace, la batteria San Francesco et la batteria San Filippo.
Autour de la ville sont nés les quattro motte, les principales parmi celles qui ont été construites sur les collines au-dessus de la ville, comme Motta Rossa, Motta Anòmeri, Motta San Cirillo et Motta Sant'Aniceto, et d'autres avant-postes comme Forte Catonaee (dans le quartier de Catona, cité par Dante Alighieri dans la Divine Comédie), la Torre Castiglia (entre les quartiers de Pellaro et Boccale II), la Torre San Gregorio (dans le quartier de San Gregorio).
Plus extérieurement, à environ 20 km, le château Ruffo de Scilla à Scilla, ou la tour Cavallo et le forte di Altafiumara (it) près de Cannitello.
À l'époque moderne (fin du XIXe siècle), les fortifications Umbertine sont apparues dans la région de Reggio, notamment les batteries Pentimele , la batteria Modena (dans la région de Modène) qui dispose de quatre positions d'obusiers, la batteria Gullì (dans la région d'Arghillà) avec huit positions d'obusiers, la batteria San Leonardo (dans le quartier de Catona).
Avec, également, d'autres fortifications dans les environs de la ville comme Poggio Pignatelli à Campo Calabro, la batteria Matiniti inferiore et la batteria Matiniti Superiore, le Forte Batteria Siacci (it)  près de Campo Calabro avec dix positions d'obusier et la batteria Beleno située près de Villa San Giovanni avec huit positions d'obusiers.

## Galerie

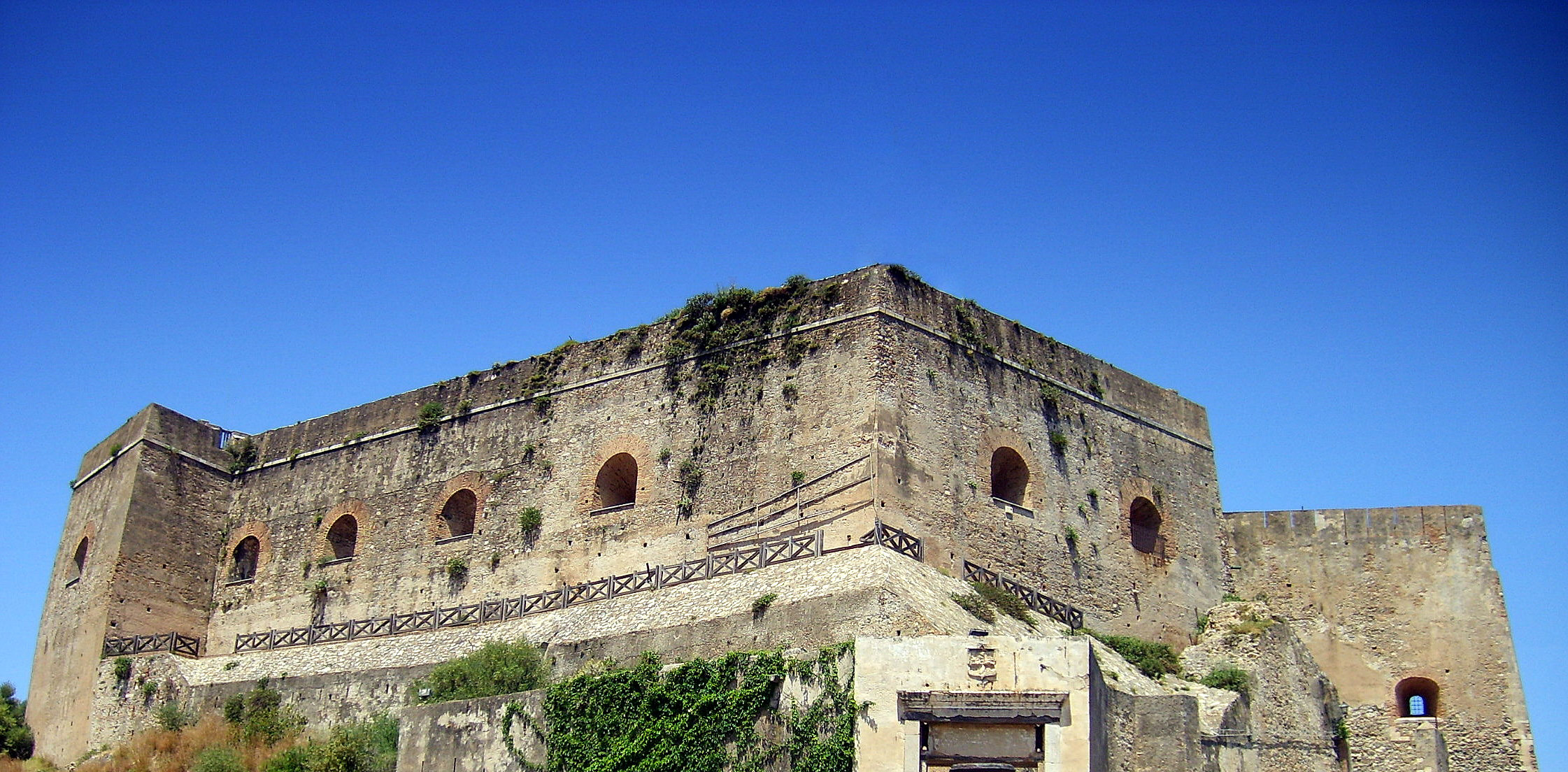
Forteresse Ruffo di Scilla.
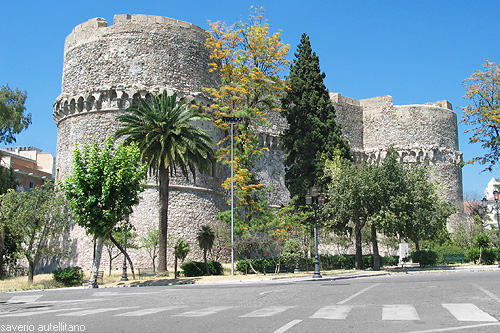
Château aragonais
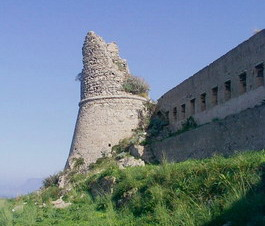
Tour Cavallo.
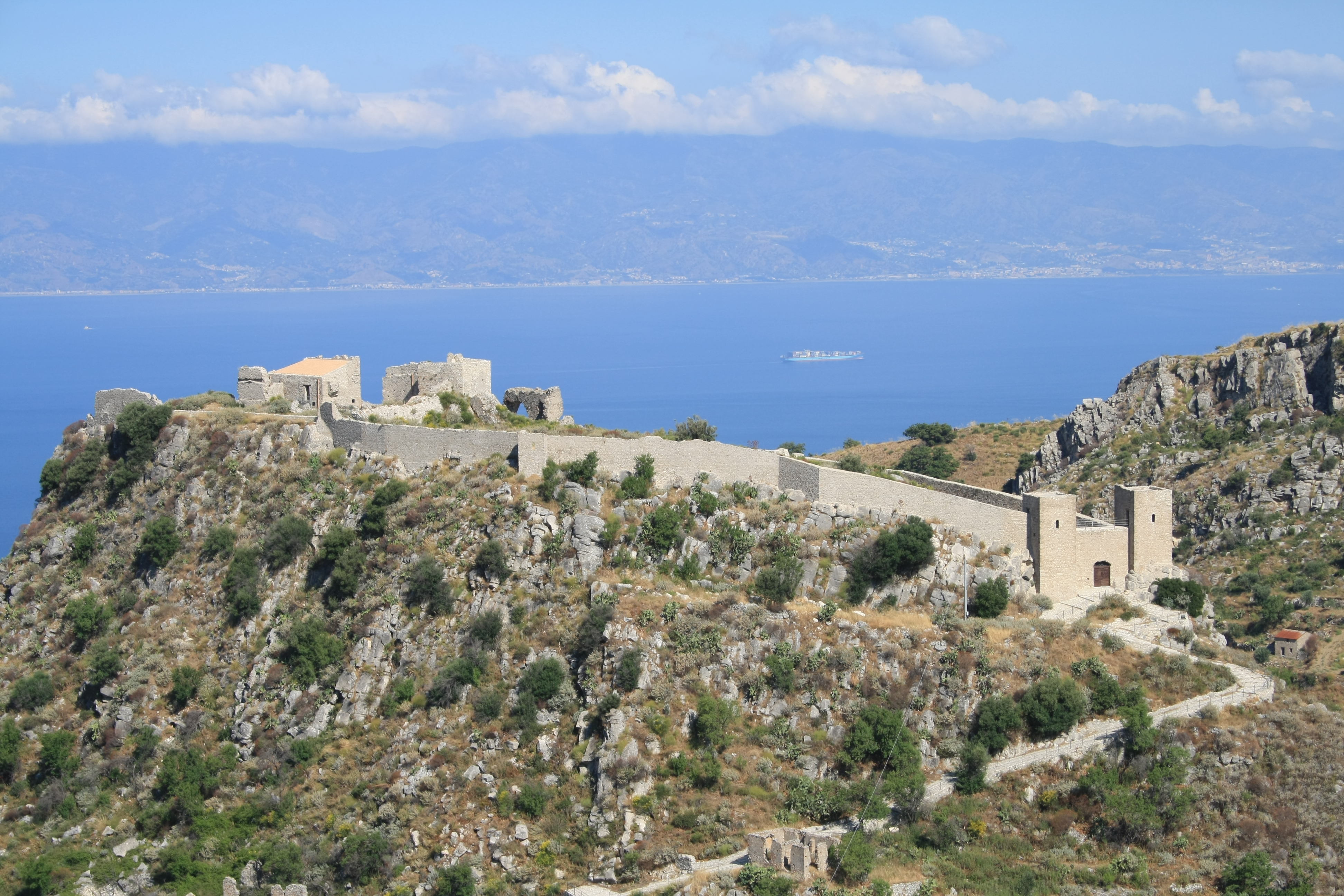
Château de Sant'Aniceto.
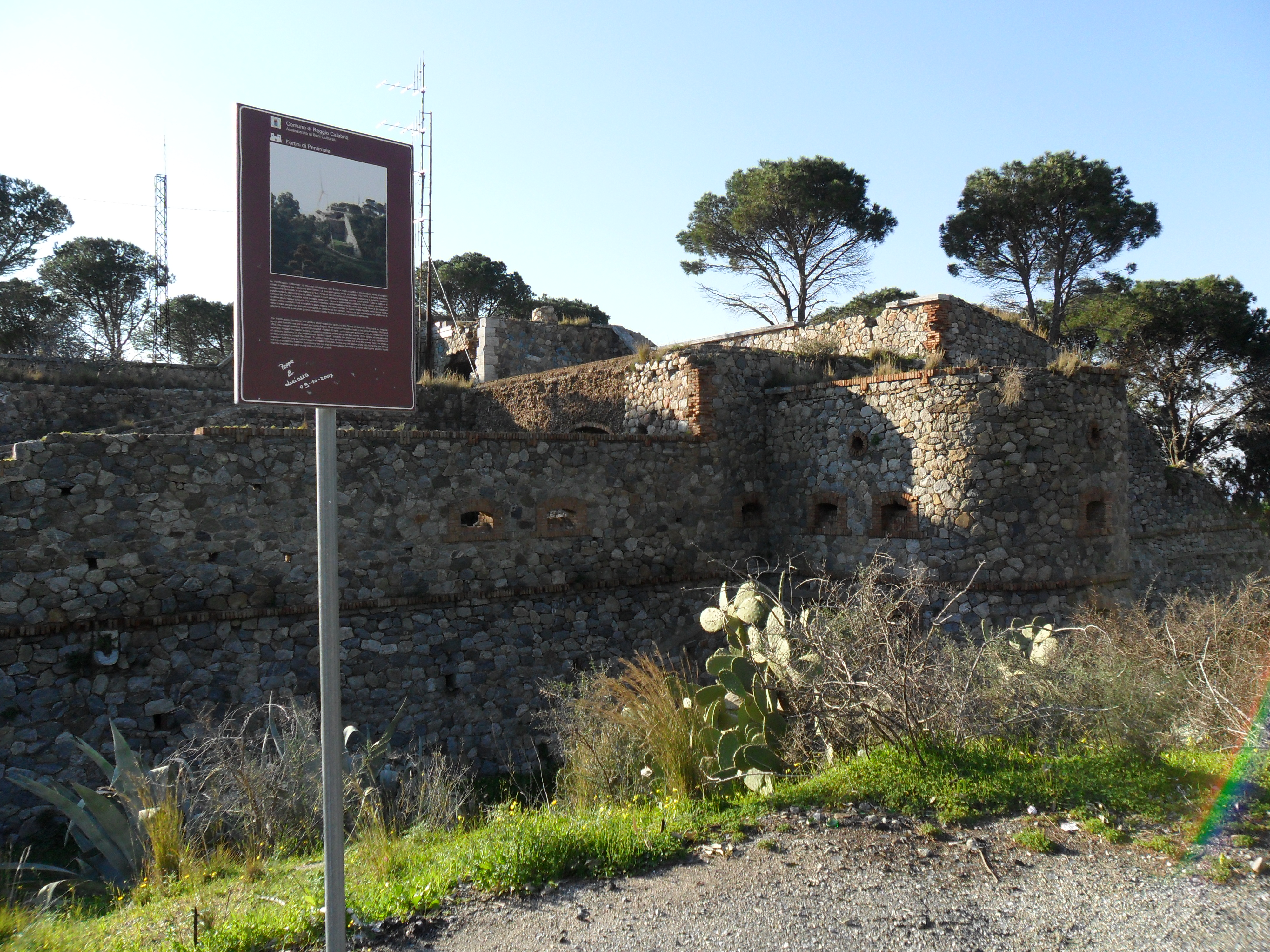
Forts de Pentimele.